# هولبوكا
هولبوكا هي قرية تقع في إقليم ياش في رومانيا وبلغ عدد سكانها 11,662 في عام 2002م.